# Arundinaria acerba
Arundinaria acerba là một loài thực vật có hoa trong họ Hòa thảo. Loài này được W.T. Lin mô tả khoa học đầu tiên năm 1992.